# Limnephilus turanus
Limnephilus turanus is een schietmot uit de familie Limnephilidae. De soort komt voor in het Palearctisch gebied.